# Laiuse
Laiuse är en ort i Estland. Den ligger i Jõgeva kommun och landskapet Jõgevamaa, i den centrala delen av landet, 120 km sydost om huvudstaden Tallinn. Laiuse ligger 112 meter över havet och antalet invånare är 461.
Terrängen runt Laiuse är huvudsakligen platt. Laiuse ligger uppe på en höjd. Runt Laiuse är det glesbefolkat, med 11 invånare per kvadratkilometer. Närmaste större samhälle är Jõgeva, 6,9 km sydväst om Laiuse. I omgivningarna runt Laiuse växer i huvudsak blandskog.